# Lisiade Pedroni
Lisiade Pedroni (Gonzaga, 18 febbraio 1830 – Milano, 5 agosto 1889) è stato un patriota, politico e banchiere italiano.

## Biografia
Giovanissimo, Pedroni partecipò alla difesa della Repubblica Romana nel battaglione di bersaglieri di Luciano Manara. Tornato nel mantovano, fu condannato a morte in seguito alla sua affiliazione al gruppo mazziniano capeggiato da don Enrico Tazzoli che sfociò nella tragedia dei Martiri di Belfiore. La condanna capitale comunque gli fu commutata in pena carceraria.
Dopo la nascita del Regno d'Italia, si trasferì a Milano dove fu molto attivo nella vita politica e sociale promuovendo la nascita di cooperative e società di mutuo soccorso. Pedroni fu eletto alla Camera dei Deputati nella XIV legislatura e fu altresì presidente della Banca Popolare di Milano dal 1870 fino alla morte avvenuta nel 1889.